# Hermann Neisse
Hermann Neiße (Schleswig, 5 dicembre 1889 – Vienna, 20 ottobre 1932) è stato un calciatore tedesco, di ruolo difensore.